# Péter Szényi
Péter Szényi (ur. 18 marca 1987 w Budapeszcie) – węgierski szpadzista, dwukrotny medalista mistrzostw świata. 
W 2007 roku zdobył brąz drużynowo na mistrzostwach świata juniorów w Belek.
Podczas mistrzostw świata w Katanii w 2011 roku Węgrzy w składzie: Géza Imre, Péter Somfai, Gábor Boczkó i Péter Szényi zdobyli srebrny medal w zawodach drużynowych. W tej samej konkurencji zdobył następnie złoto na mistrzostwach świata w Budapeszcie (2013).
Ponadto zdobył srebrne medale w turnieju drużynowym na mistrzostwach Europy w Legnano (2012) i mistrzostwach Europy w Zagrzebiu (2013).
Nigdy nie wziął udziału w igrzyskach olimpijskich.